# Лондонське графство
Лондонське Графство було графством Англії з 1889 по 1965 рік, що відповідає території, відомій сьогодні як Внутрішній Лондон. Він був створений як частина загального запровадження виборного уряду графства в Англії відповідно до Закону про місцеве самоврядування 1888 року. Закон створив адміністративне графство Лондон, яке включало на свою територію лондонське Сіті. Проте Лондонське Сіті та Лондонське графство утворили окремі церемоніальні графства для «неадміністративних» цілей. Місцевим органом влади в графстві була Рада графства Лондон (LCC), яка спочатку виконувала лише обмежене коло функцій, але отримала додаткові повноваження протягом свого 76-річного існування. LCC надавала дуже мало послуг у лондонському Сіті, де стародавня Корпорація монополізувала місцеве управління. У 1900 році цивільні парафії нижчого рівня та окружні правління були замінені 28 новими столичними округами. Територія повіту становила 74 903 акри (303,12 км2) у 1961 році. Під час його існування спостерігалося тривале зниження чисельності населення, оскільки більше мешканців переселялося у зовнішні передмістя; були періодичні перегляди місцевих урядових структур у ширшому районі Лондона та кілька невдалих спроб розширити межі округу. У 1965 році Лондонський урядовий акт 1963 року замінив графство значно більшою адміністративною областю Великого Лондона.

## Географія
Графство займало площу трохи менше 30 351 гектар і лежав у Лондонському басейні. Він був розділений на дві частини (північну та південну) річкою Темзою, яка була найважливішою географічною особливістю. Він межував річкою Лі з Ессексом на північному сході, Кентом на південному сході, Сурреєм на південному заході та Міддлсексом на півночі. Найвищою точкою була Хемпстед Хіт на півночі округу на 134 метри, яка є однією з найвищих точок Лондона. У 1900 р. було скасовано ряд граничних аномалій. Це включало втрату ексклаву Олександра-Парк Міддлсексу, отримання натомість Південного Хорнсі та передачу Пенге до Кента.

## Історія

### Створення графства
Востаннє система місцевого самоврядування в Лондоні була реформована в 1855 році. Ця реформа створила опосередковано обрану столичну раду робіт, яка спочатку забезпечувала базові інфраструктурні послуги для столичної області. Згодом рада отримала більше функцій і стала де-факто місцевою владою та постачальником нових послуг для району Лондона. Правління діяло в тих частинах графств Міддлсекс, Суррей і Кент, які були визначені Генеральною реєстраційною службою як «Метрополія» для цілей законопроектів про смерть. Цією територією керували окремо від лондонського Сіті, яке перейшло під контроль Лондонської корпорації.

### Рада графства
Місцевим органом влади графства була Лондонська рада графства (LCC). Спочатку LCC надавав послуги, які він успадкував від Metropolitan Board of Works. Однак згодом вона поглинула функції спеціальних агенцій, таких як Лондонська шкільна рада та Столична рада притулків. Рада спочатку базувалася в Спрінг-Гарденс, але в 1930-х роках переїхала до спеціально побудованої будівлі округу. Житлова політика ради включала надання великих житлових масивів за межами округу, таких як той, що в Беконтрі.

### Місцевий уряд
У 1900 році, через одинадцять років після заснування, Лондонський урядовий акт розділив графство Лондон на 28 столичних районів. Вони замінили старовинні парафіяльні ризниці та районні правління як другий рівень місцевого самоврядування.
Райони графства Лондона, пронумеровані в інформаційному полі праворуч:
| Столичний район                 | Наступник(и)        | № на карті |
| ------------------------------- | ------------------- | ---------- |
| Лондонське Сіті †               | Лондонське Сіті     | 1          |
| Баттерсі                        | Вондсворт           | 28         |
| Бермондсі                       | Саутворк            | 8          |
| Бетнал Грін                     | Тауер Гамлетс       | 6          |
| Камбервелл                      | Саутворк            | 10         |
| Челсі                           | Кенсінгтон і Челсі  | 29         |
| Дептфорд                        | Льюїшем             | 11         |
| Фінсбері                        | Іслінгтон           | 4          |
| Фулхем                          | Хаммерсміт і Фулхем | 25         |
| Гринвіч                         | Гринвіч             | 14         |
| Хакні                           | Хакні               | 16         |
| Хаммерсміт                      | Хаммерсміт і Фулхем | 24         |
| Хемпстед                        | Камден              | 20         |
| Холборн                         | Камден              | 3          |
| Іслінгтон                       | Іслінгтон           | 18         |
| Кенсінгтон (Королівський округ) | Кенсінгтон і Челсі  | 23         |
| Ламбет                          | Ламбет              | 27         |
| Льюїшем                         | Льюїшем             | 12         |
| Паддінгтон                      | Вестмінстер         | 22         |
| Тополя                          | Тауер Гамлетс       | 15         |
| Шордіч                          | Хакні               | 5          |
| Саутворк                        | Саутворк            | 9          |
| Сент-Мерілебон                  | Вестмінстер         | 21         |
| Святий Панкрас                  | Камден              | 19         |
| Степні                          | Тауер Гамлетс       | 7          |
| Сток Ньюінгтон                  | Хакні               | 17         |
| Вондсворт                       | Ламбет, Вондсворт   | 26         |
| Вестмінстер (місто)             | Вестмінстер         | 2          |
| Вулвіч                          | Гринвіч, Ньюхем     | 13         |

### Зменшення чисельності населення
Населення скоротилося після Першої світової війни і, як фіксувалося під час кожного перепису, аж до його припинення 1965 року. У 1901 році населення становило 4,5 чол млн. і до 1961 року впав до 3,2 мільйон. Після перепису 1931 року більша частина населення «Великого Лондона» (визначеного на той час як столичний поліцейський округ і лондонське Сіті) проживала за межами округу, ніж у ньому. Наступна таблиця ілюструє приблизну чисельність населення за даними перепису в різні проміжки часу:
| Рік      | Центральний район† | Внутрішнє кільце‡ | Друге кільце§ | Графство Лондон Всього | Зовнішнє кільце # з Великим Лондоном |
| -------- | ------------------ | ----------------- | ------------- | ---------------------- | ------------------------------------ |
| 1881 рік | 1 743 000          | 1 008 000         | 1 093 000     | 3 844 000              | 950 000                              |
| 1901 рік | 1 623 000          | 1 201 000         | 1 601 000     | 4 425 000              | 1 422 000                            |
| 1921 рік | 1 364 000          | 1 186 000         | 1 933 000     | 4 483 000              | 2 993 000                            |
| 1931 рік | 1 260 000          | 1 163 000         | 1 976 000     | 4 399 000              | 3 807 000                            |
| 1951 рік | 738 000            | 927 000           | 1 683 000     | 3 348 000              | 4 998 000                            |

†Лондонське Сіті та столичні райони Бермондсі, Бетнал Грін, Фінсбері, Холборн, Сент-Мерілебон, Сент-Панкрас, Шордіч, Саутворк, Степні та Вестмінстер.

### Скасування

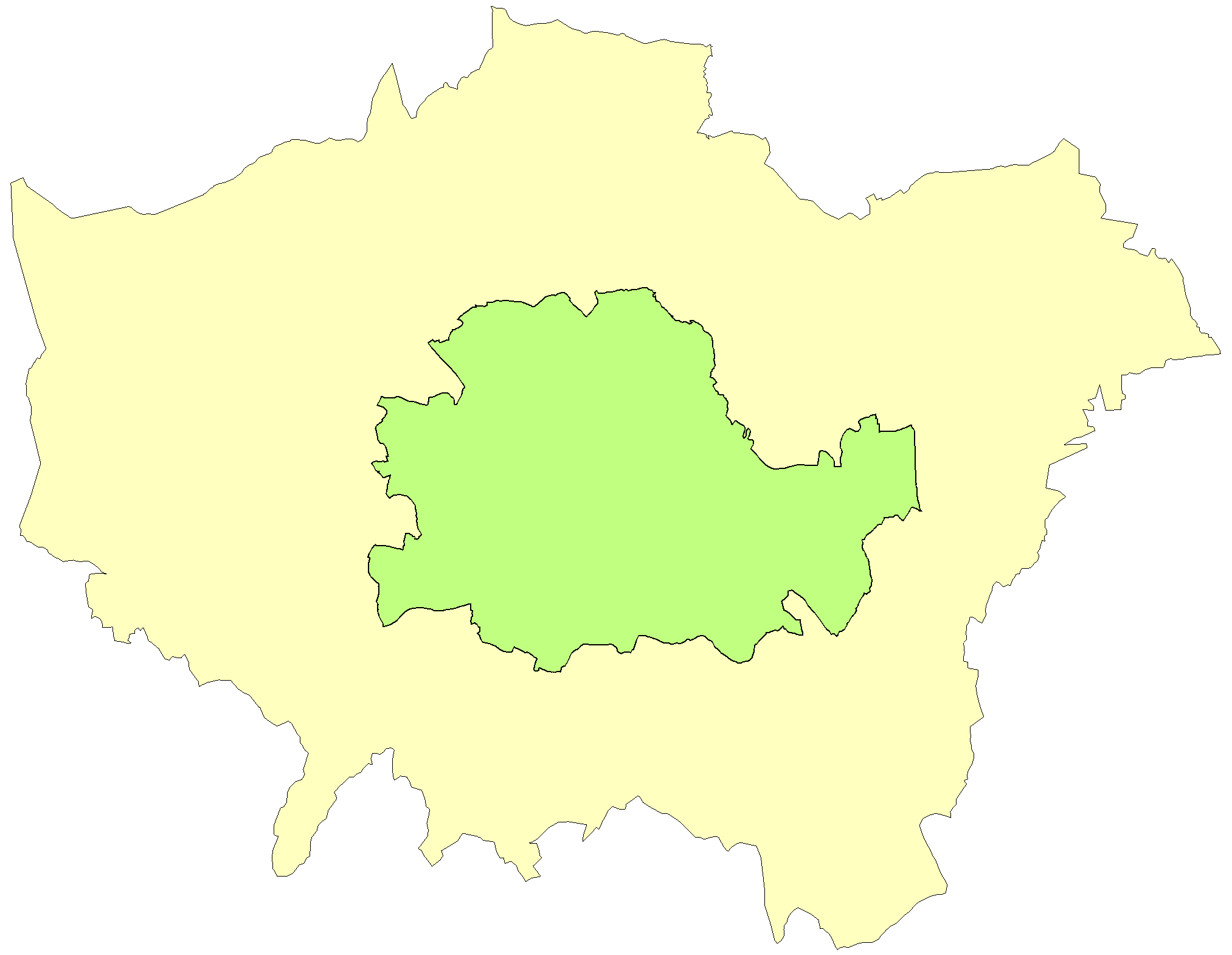
Графство Лондон накладається на Великий Лондон

Графство Лондон було скасовано в 1965 році та замінено Великим Лондоном у п’ять разів, який охоплював майже весь Міддлсекс разом із районами Суррея, Кента, Ессекса та Хартфордширу. Міддлсекс і Суррей вже були скорочені в 1889 році після створення графства. Територія, «яка була», з тих пір офіційно відома як Внутрішній Лондон, і до 1990 року в цьому районі діяло Управління освіти Внутрішнього Лондона. 28 столичних районів були об'єднані в 12 нових районів Внутрішнього Лондона.

## Цитати
- Robson, William A. (1939). The government and misgovernment of London. London: Allen & Unwin. OCLC 504395625.